# Hromivka, Sudak
Hromivka (în ucraineană Громівка) este un sat în comuna Morske din orașul regional Sudak, Republica Autonomă Crimeea, Ucraina.

## Demografie
Componența lingvistică a localității Hromivka
     Rusă (57,87%)
     Tătară crimeeană (19,66%)
     Ucraineană (7,87%)
     Alte limbi (0,56%)
Conform recensământului din 2001, majoritatea populației localității Hromivka era vorbitoare de rusă (57,87%), existând în minoritate și vorbitori de tătară crimeeană (19,66%) și ucraineană (7,87%).